# Franco Brezzi
Franco Brezzi (Vimercate, 29 aprile 1945) è un matematico italiano.

## Biografia
Allievo di Enrico Magenes, si è laureato in matematica all'Università di Pavia nel 1967. Dal 1975 è professore ordinario di Analisi matematica, prima presso il Politecnico di Torino (fino al 1977), poi presso l'Università degli Studi di Pavia, e infine presso l'Istituto Universitario di Studi Superiori (IUSS) di Pavia, dove è stato professore di Analisi numerica fino al 2015, anno in cui è andato in pensione.
Brezzi è stato presidente dell'UMI dal 2006 al 2012, direttore dell'Istituto di Analisi Numerica del CNR dal 1992 al 2002 e dell'Istituto di Matematica Applicata e Tecnologie Informatiche, presso il CNR, dal 2002 al 2012. È stato membro dell'Executive Committee della European Mathematical Society dal 2008 al 2012 e Vicepresidente dal 2012 al 2016. 
È inoltre membro effettivo dell'Istituto Lombardo, Accademia di Scienze e Lettere, membro della European Academy of Sciences, membro dell'Accademia Nazionale dei Lincei, e socio fondatore della International Society for Computational Engineering & Sciences, nonché caporedattore di 5 prestigiose riviste scientifiche e di una collana editoriale internazionale.

## Principali contributi scientifici
Franco Brezzi è noto per i contributi in analisi numerica; autore di oltre 150 pubblicazioni e 5 libri è tra i matematici più citati al mondo, secondo la classifica Highly Cited dell'Institute for Scientific Information (ISI).
I suoi interessi scientifici riguardano principalmente i metodi numerici per le equazioni alle derivate parziali, in particolare il metodo degli elementi finiti. Ha studiato applicazioni dell'analisi numerica a problemi di ingegneria, specialmente di meccanica delle strutture, meccanica dei fluidi ed elettromagnetismo.

## Riconoscimenti
- Nel 2004 ha ottenuto Gauss-Newton Medal della International Association for Computational Mechanics (IACM) al World Congress of Computational Mechanics di Pechino[2].

- Nel 2006 è stato nominato Commendatore al Merito della Repubblica Italiana per meriti scientifici

- Nel 2009 è stato scelto dalla Società statunitense per la Matematica Industriale e Applicata (SIAM) come John von Neumann Lecturer 2009.[3]

- Nel 2010 l'Accademia delle Scienze di Torino gli ha conferito il Premio Gili Agostinelli per la matematica applicata alle scienze fisiche o naturali o all'ingegneria.[4]

- Nel 2012 ha ricevuto la  Blaise Pascal Medal per la Matematica, per i suoi contributi teorici al metodo degli elementi finiti[5].

- Nel 2013 ha ricevuto la Civica Benemerenza di San Siro con medaglia d'oro, della città di Pavia.

- Nel 2014 ha ricevuto la Leonhard Euler Medal dall'ECCOMAS (European Community on Computational Methods in Applied Sciences) a Barcellona

- Nel 2014 è stato Plenary Speaker all ICM (International Congress of Mathematicians) a Seul

- Nel 2016 ha ricevuto la Ritz-Galerkin Medal dall'ECCOMAS (European Community on Computational Methods in Applied Sciences) a Creta

- Nel 2017 è stato scelto come "Feng Kang Lecturer 2017" dalla Accademia delle Scienze di Pechino